# Karol Kołtaś
Karol Kołtaś (* 24. Januar 1961) ist ein ehemaliger polnischer Nordischer Kombinierer.

## Werdegang
Kołtaś, der aus Chochołów kommt und für Wisła-Gwardia Zakopane startete, belegte bei den Nordischen Junioren-Skiweltmeisterschaften 1980 in Örnsköldsvik den achten Platz mit dem Team. Im Einzel belegte er mit rund fünfzig Punkten Rückstand auf den Sieger Hubert Schwarz den dreizehnten Rang.
Bei den Nordischen Skiweltmeisterschaften 1985 in Seefeld in Tirol wurde er gemeinsam mit Tadeusz Bafia und Janusz Guńka Sechster beim 3-mal-10-km-Teamwettkampf von der Normalschanze.
Auf nationaler Ebene gewann Kołtaś dreimal den Meistertitel mit dem Team in der Nordischen Kombination. Darüber hinaus trat er auch bei polnischen Skisprungmeisterschaften an, bei denen er zweimal die Silbermedaille in Teamspringen gewinnen konnte.